# Aspergillus flavus
Aspergillus flavus je gliva iz rodu glavičastih plesni, ki se nahaja v zemlji, predvsem na zemeljskih oreških in na žitu in ki proizvaja aflatoksine Gre za plesen, ki lahko predstavlja težavo pri skladiščenju prej omenjenih živil, lahko pa predstavlja tudi povzročitelja bolezni pri človeku; Povzroča aspergilozo pljuč, lahko pa pride tudi do okužbe roženice, ušes ali obnosnih votlin. Številni sevi te glive izločajo omenjene aflatoksine,, ki so rakotvorni in akutno toksični. Spore A. flavus so alergene. Včasih okuži tudi valilnice sviloprejk. 

## Bolezni pri človeku
A. flavus je drugi najpogostejši povzročitelj aspergiloz, takoj za sorodno vrsto Aspergillus fumigatus. A. flavus lahko napade pljučne ali možganske arterije in povzroči infarkt. Nevtropenija poveča tveganje za pojav aspergiloze. Aflatoksini, ki jih izloča Aspergillus flavus, so eni od možnih vzrokov za nastanek hepatocelularnega raka.

## Izgled na gojišču
A. flavus zraste na gojišču v obliki rumenozelene plesni. Kot druge glavičaste plesni tvori značilne konidiospore (pecljaste tvorbe z uvihanim mešičkom na vrhu). Konidiogene celice na mešičku proizvajajo konidije. Številni sevi zeleno fluorescirajo pod svetlobo UV, kar je odvisno od proizvedene količine aflatoksinov.

## Zatiranje
A. flavus se zlasti pogosto pojavlja na koruzi in zemeljskih oreških, kot tudi na vlažnih preprogah. Izločeni aflatoksini lahko povzročijo akutni hepatitis, imunosupresijo ali hepatocelularnega raka. 
Izkazalo se je, da je pri zatiranju te plesni na žitnih poljih in plantažah zemeljskega oreška učinkovita kvasovka Pichia anomala, ki zavira rast A. flavus. Študija je pokazala, da se na pistacijah, na katerih so uporabili omenjeno kvasovko, rast A. flavus zavre do 97 % v primerjavi z drevesi brez P. anomala. Ta kvasovka namreč tekmuje z A. flavus za prostor in hranilne snovi in zato zavre njeno rast.